# Richard Wagner
Wilhelm Richard Wagner (tyskt uttal: [ˈvɪlhɛlm ˈʁɪçaʁt ˈvaːɡnɐ] ( lyssna)), född 22 maj 1813 i Leipzig, Sachsen, död 13 februari 1883 i Venedig, Italien, var en tysk musikdramatiker, kompositör, dirigent och författare.

## Liv

### Fram till landsflykten
Wilhelm Richard Wagner föddes, som det nionde och sista barnet till polisaktuarien Carl Friedrich Wilhelm Wagner och hans hustru Johanna Pätz, 22 maj 1813 i Leipzig. Fadern dog ett halvår efter den yngste sonens födelse och modern gifte snart om sig med Ludwig Geyer, en skådespelare, målare, diktare och sångare som möjligen kan ha varit far till Richard, som för övrigt växte upp under namnet Richard Geyer. Den unge Richard var intresserad av dramatik och bestämde sig som 16-åring att bli operakompositör, trots att han då knappast kunde spela piano. Sin karriär som musikdirektör inledde han i Magdeburg (1834–1836), där han gifte sig med skådespelerskan Minna Planer, Königsberg (1837) och Riga (1837–1838). De tidiga operorna Féerna (Die Feen) och Kärleksförbudet (Das Liebesverbot) influerades av Carl Maria von Weber och Heinrich Marschner respektive av fransk och italiensk opera. Under sin vistelse i Paris (1839–1842) arbetade han med Rienzi, den siste tribunen (Rienzi, der letzte der Tribunen) och med Den flygande holländaren (Der Fliegende Holländer) medan han försökte etablera sig i kretsen kring Giacomo Meyerbeer. Tack vare Meyerbeers rekommendation uppfördes Rienzi i Dresden 1842, vilket gav Wagner en musikdirektörsplats i staden och 1843 hade Den flygande holländaren premiär i samma stad, vilket ledde till att han blev kunglig hovkapellmästare där. År 1845 hade hans tredje opera, Tannhäuser och sångarstriden på Wartburg (Tannhäuser und der Sängerkrieg auf Wartburg), premiär och för första gången använde han sig av den tyska myt- och sagoskatten för ämnet för en opera. 1848 blev hans fjärde opera, Lohengrin (Lohengrin) färdig, men operaledningen ville inte sätta upp denna, delvis på grund av Wagners alltmer radikala åsikter och hans stöd för februarirevolutionen i Frankrike. När revolutionsvågen i maj 1849 nådde Dresden var Wagner en av de tongivande personerna som deltog i denna. Wagners roll i Dresdenrevolten tonades senare ner av honom själv i hans självbiografi, men helt klart var han en av de ledande personerna i denna. När revolten krossades av preussiska trupper, under befäl av den blivande kejsar Vilhelm I, lyckades Wagner genom en del tur och hjälp från vännen Franz Liszt, fly till Schweiz.

### I landsflykt
Under de närmaste åren skissade Wagner mycket på mastodontverket Nibelungens ring (Der Ring des Nibelungen) och skrev även en hel del politiska texter, som Konsten och revolutionen (Die Kunst und die Revolution) och Judendomen i musiken (Das Judenthum in der Musik). I mitten av 1850-talet inspirerades Wagner mycket av Schopenhauers filosofi, vilket sedermera resulterade i musikdramerna Tristan och Isolde (Tristan und Isolde) och i viss mån även Nibelungens ring och Parsifal (Parsifal). 1857 fick han en "asyl" hos makarna Otto och Mathilde Wesendonck i deras Villa Wesendonck i Enge utanför Zürich. Denna vistelse avbröts för gott året därpå, då Wagners kärleksaffär med Mathilde blivit uppenbar för alla. 1859–1861 bodde han i Paris, där han 1861 gjorde ett brakfiasko med en delvis nykomponerad version av Tannhäuser. Under dessa år fick han även tillstånd att återvända till Tyskland, dock ej till Sachsen. Fiaskot i Paris gjorde att Wagners verk allt oftare spelades i Tyskland, men Wagners senaste verk Tristan och Isolde var för svårt att sätta upp. Wagner reste åren 1861–1864 genom Tyskland och bodde på än det ena, än det andra stället. När han publicerade texten till Nibelungens ring efterlyste han i ett förord en furste som skulle kunna vara mecenat för detta verk. När Wagner 1864 befann sig i Stuttgart fick han besök av den bayerske kabinettssekreteraren Pfistermeister, som förklarade att den nytillträdde bayerske konungen Ludwig II önskade kalla till sig Wagner till sitt hov. Hans önskan om en furste var därmed uppfylld.

### Under Ludwig II:s beskydd
Under åren 1864–1865 levde Wagner i München och umgicks dagligen med den bayerske monarken. Folk i München började kalla Wagner för Lolus, en anspelning på dansösen Lola Montez, som Ludwig II:s farfar hade haft en affär med, vilket var en av anledningar till att han hade avsatts 1848. Som före detta revolutionär sågs inte Wagner med blida ögon av det politiska etablissemanget i München, vilket motarbetade honom. Trots detta kunde Tristan och Isolde uruppföras i München 1865. I slutet av 1865 tvingades Wagner av sina fiender att lämna München. I början av 1866 slog han sig ner i en villa i Tribschen precis utanför Luzern i Schweiz. Under hela den här tiden skrev han och Ludwig II brev till varandra nästan dagligen. 1868 hade slutligen Mästersångarna i Nürnberg (Die Meistersinger von Nürnberg) premiär i München. Vid sidan om Rienzis premiär 1842 var detta Wagners främsta publika triumf. Han mottog applåderna från den kungliga logen i operahuset i München, där han satt med Ludwig II och dennes farfar, Ludwig I.
Efter att ha blivit klar med Mästersångarna började Wagner att åter komponera Nibelungens ring, som varit liggande sedan mitten av 1850-talet. 1869 fick Rhenguldet (Das Rheingold) premiär i München och Valkyrian (Die Walküre) det samma 1870.
I slutet av 1860-talet kom Wagner i kontakt med den unge tyske filologen Friedrich Nietzsche och en nära vänskap utvecklades mellan dem. Flera av Nietzsches tidiga verk var dedikerade till Wagner. Gradvis kom vänskapen att fördunklas, från 1876 träffas de inte mer och därefter kom de att bli varandras fiender.
Wagner bevistade vid ett tillfälle en föreställning av Lohengrin, där Elsa sjöngs av den gästande svenska sopranen Signe Hebbe. Han berömde henne genom att påtala att hon framställt rollen så som han hade tänkt sig.

### Bayreuth
1872 lämnade Wagner Schweiz för den lilla staden Bayreuth, där han grundade ett eget Bayreuth Festspielhaus – festspelshus – specialbyggt enligt hans idéer och till hans egna verk. Där hålls de årliga Bayreuthfestspelen. Han ville själv inte att dessa skulle kallas "operor", utan allkonstverk eller musikdramer. Huset invigdes 1876, då Ringen uruppfördes med kung Ludwig II av Bayern, kejsar Vilhelm och den brasilianske kejsaren Pedro II bland de prominenta gästerna.
Efter mastodontarbetet med Ringen skrev Wagner endast ett musikdrama till, Parsifal, som fick premiär 1882. Under en vistelse i Venedig i februari 1883, drabbades Wagner av en hjärtattack och avled. Hans stoft fördes till Bayreuth och han begravdes i trädgården vid hans hus Wahnfried. Enligt hans önskemål står det ingen inskrift på graven, "alla vet vem som ligger där".

### Privatliv

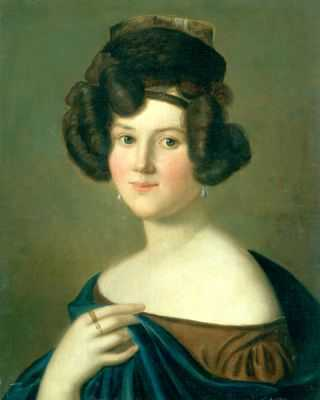
Minna Planer (1809–1866), Wagners första fru.

Wagner var gift två gånger - först med skådespelerskan Minna Planer 1836 (död 25 januari 1866 efter en långdragen hjärtsjukdom). Äktenskapet fungerade dåligt eftersom de i många avseenden var mycket olika, och efter en olycka i början av äktenskapet kunde Minna inte få barn. Minna hade en dotter (resultatet av en våldtäkt) redan när hon träffade Wagner, vilken medföljde paret. Det gjorde även Minnas yngre syster. Han gifte 1870 om sig med Cosima, som var dotter till Franz Liszt och som skilde sig från Hans von Bülow för att gifta sig med Wagner. Innan de gifte sig hade hon fött deras tre barn, Isolde (f. 1865), Eva (f. 1867) och Siegfried (f. 1869). Mellan sina äktenskap hade Wagner en vänskaps- och troligen en kärleksrelation med Mathilde Wesendonck. Hon var hustru till Otto Wesendonck, en förmögen köpman i Zürich, som paret Wagner mer eller mindre bodde hos mellan 1852 och 1858, och inspirerade honom till Wesendonck-sångerna. 
Wagner var adoptivfarbror till operasångerskan Johanna Jachmann-Wagner.

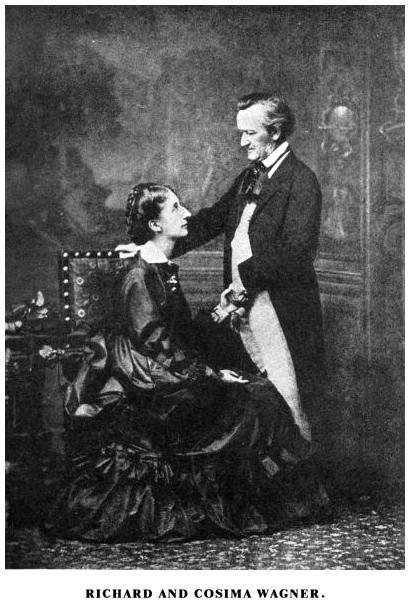
Richard Wagner med andra frun Cosima, f. Liszt.

## Skapande

### Musikdramatik
Man kan urskilja tre mognadsstadier i Wagners musikdramatiska skapande:
- den tidiga perioden, då han skriver i samtidens vanliga tonspråk och dramatiska form: Die Feen, Das Liebesverbot, Rienzi och Den flygande holländaren;
- mellanperioden, då han utvecklar ett eget tonspråk med den ledmotivsteknik han har blivit känd för, en för tiden avantgardistisk harmonik och orkestrering starkt influerad av framför allt hans gode vän och gynnare Franz Liszt, men stöper det hela i formen från den parisiska Grand opéra med Meyerbeer i spetsen: Tannhäuser och Lohengrin;
- den mogna perioden, där hans tonspråk har smälts samman till det man kallar "wagnerskt" och också hans dramaestetik har funnit sitt uttryck: Nibelungens ring, Tristan och Isolde, Mästersångarna i Nürnberg och Parsifal.

## Ideologi
Att Wagner är kontroversiell beror i första hand på hans politiska skrivande. Samtiden såg Wagner inte bara som tonsättare, utan också som politisk visionär. Själv uttryckte han det som att ingen kan dikta utan att politisera. Främst handlar hans politiska verk om den tyska nationalismen där han hade en vision om ett nytt Tyskland byggt på hans musik. Han såg det kosmopolitiska som det främsta hotet mot det sant tyska, i och med detta kom han att hata det franska och det judiska, som han såg som kosmopolitikens främsta förkämpar. Även Preussen var enligt Wagner en del av den fransk-judiska kosmopolitismen. I samband med det tysk-österrikiska kriget 1866 kom Wagner dock att ändra inställning till Preussen, från att ha varit en fiende till det tyska blir Bismarck och Preussen Tysklands sista hopp enligt Wagner. I samband med det fransk–tyska kriget blir Wagner alltmer fientlig mot Österrike, som han menade var för influerat av franska jesuiter.
År 1850 gav han ut en skrift, Judendomen i musiken, under pseudonymen Karl Freigedank (ung. Karl Fritänkaren). Här attackerade han judar i allmänhet och i synnerhet de judiska tonsättarna Giacomo Meyerbeer och Felix Mendelssohn. I denna skrift återfinns frasen "Verjudung der modernen Kunst", varmed Wagner menade att judar inte förmådde skapa modern seriös konst; de imiterade och skapade ytlig konst, och förstörde därmed den tyska konsten. Detta var första gången ordet "Verjudung" användes. Det skulle återkomma i nazisternas vokabulär. Wagners politiska skrifter spädde på den antisemitism som fanns inom det tyska språkområdet. Detta samverkade också med tysk nationalism. Tankegångarna återspeglades även i samtidens skolundervisning (till exempel Nibelungenlied) och i kyrkan, som ju hade en lång tradition av fientlighet mot judendomen. Redan under sin egen tid så kritiserades Wagner av bland annat den tidigare beundraren Friedrich Nietzsche (se: Fallet Wagner). Vilken skuld Wagner har haft för nazismen har i eftervärlden blivit ett stort ämne för debatt.

### Rasteori
Wagner var tidvis anhängare av Gobineaus rasteorier, som ansågs vetenskapligt underbyggda och därför brukar kallas akademisk eller vetenskaplig rasism (rasbiologi på svenska). Den bärande tanken var att den arisk/germanska rasen var överlägsen andra raser. Om den arisk/germanska rasen blandades med andra raser skulle den alltså förfalla.
Wagners rasism var av ett teoretiskt slag. Han hade flera goda vänner som var judar (däribland pianisten Joseph Rubinstein och dirigenten Hermann Levi) och han vägrade att skriva på protestskrifter mot judarnas rättigheter som cirkulerade i Tyskland under hans tid.

### Regenerations-skrifterna
Wagner sammanfattade sin syn på det germansk/ariska i vad som i dag kallas "regenerations-texterna", ett antal essäer publicerade i tidskriften Bayreuther Blätter 1878–1881. Bayreuther Blätter var dåtidens ledande kultur-rasistiska tidskrift med skribenter som Gobineau och senare Chamberlain. Den utgavs av Wagner själv med Hans von Wolzogen som redaktör och blev ett viktigt forum för spridandet av Wagners ideologi, som kan sammanfattas så här.
För att återupprätta den ariska rasen skulle tyskarna
- bli vegetarianer
- återupprätta kristendomen
- stoppa rasblandning mellan arier och (i första hand) judar.

### Wagner-revisionism
Wagner var rasist och fientlig mot judar. Han inte bara smädade judar i sina skrifter till exempel Judendomen i musiken, utan av dagboksanteckningar framgår att han till exempel stödde de omfattande judeförföljelserna i öst.[källa behövs] Trots den dokumenterade historiska bakgrunden har anhängare försökt rentvå Wagner och hävdat att han missförståtts. Ett exempel på detta är att i den utgåva av "samtliga" Wagners skrifter föranledd av Wagner-jubileet 1983, utelämnades Judendomen i musiken. Forskare har påpekat att förnekandet och osynliggörandet av Wagners rasism och judehat har varit vanligare i bland annat Sverige, England och USA. Troligen på grund av Wagners starka ställning hos operapubliken i dessa länder.

## Wagners arv i Bayreuth
Festspelshuset i Bayreuth har alltsedan Wagners död drivits av hans familj, från 2008 av hans barnbarnsbarn Eva Wagner-Pasquier och Katharina Wagner.

## Musikinstrument
Wagner lät konstruera wagnertuban (en variant av tuban) och bastrumpeten.

## Eftermäle
Nedslagskratern Wagner på planeten Merkurius och asteroiden 3992 Wagner är uppkallade efter honom.

## Verklista

### Musik
Verklista för Richard Wagner